# Palloptera kloiberi
Palloptera kloiberi är en tvåvingeart som beskrevs av Morge 1967. Palloptera kloiberi ingår i släktet Palloptera och familjen prickflugor.
Artens utbredningsområde är Sverige. Inga underarter finns listade i Catalogue of Life.